# Cantonul Vavincourt
Cantonul Vavincourt este un canton din arondismentul Bar-le-Duc, departamentul Meuse, regiunea Lorena, Franța.

## Comune
- Behonne
- Chardogne
- Érize-la-Brûlée
- Érize-Saint-Dizier
- Géry
- Naives-Rosières
- Raival
- Resson
- Rumont
- Seigneulles
- Vavincourt (reședință)